# HD 47186 c
HD 47186 c는 큰개자리 방향으로 지구로부터 123 광년 떨어진 곳에 있는 항성 HD 47186 주위를 도는, 외계 행성이다. 이 행성의 최소 질량은 목성의 0.35061배 또는 토성의 1.1712배이다. 항성을 1회 도는 데걸리는 시간은 1353.6일 또는 3.7059년이다. 궤도 이심률은 명왕성과 비슷하다. 공전궤도 반지름 거리를 태양계에 대입하면, 소행성 4 베스타와 비슷한 거리를 도는 셈이다.

## 같이 보기
- HD 47186 b